# Біла Піська (гміна)
Гміна Біла Піска (пол. Gmina Biała Piska) — місько-сільська гміна у північній Польщі. Належить до Піського повіту Вармінсько-Мазурського воєводства.
Станом на 31 грудня 2011 у гміні мешкало 12355 осіб.

## Територія
Згідно з даними за 2007 рік площа гміни становила 420.14 км², у тому числі:
- орні землі: 50.00%
- ліси: 40.00%

Таким чином, площа гміни становить 23.65% площі повіту.

## Населення
Станом на 31 грудня 2011:
| Опис     | Загалом | Загалом | Чоловіки | Чоловіки | Жінки | Жінки |
| -------- | ------- | ------- | -------- | -------- | ----- | ----- |
| одиниця  | осіб    | %       | осіб     | %        | осіб  | %     |
| все      | 12355   | 100     | 6310     | 51.07    | 6045  | 48.93 |
| міське   | 4132    | 100     | 2063     | 49.93    | 2069  | 50.07 |
| сільське | 8223    | 100     | 4247     | 51.65    | 3976  | 48.35 |

## Сусідні гміни
Гміна Біла Піська межує з такими гмінами: Ґрабово, Елк, Кольно, Ожиш, Піш, Просткі, Щучин.